# Sudbury (Massachusetts)
Pour les articles homonymes, voir Sudbury.
Sudbury est une ville de l’État du Massachusetts, en Nouvelle-Angleterre, au nord-est des États-Unis d’Amérique. 